# 박정승
박정승(朴政陞, 1980년 4월 11일 ~ )은 대한민국의 배우이다.

## 영화
- 《사랑의 묵시록》

## 방송
- "MBC" 《전쟁과 사랑》
- "MBC" 《사춘기 2기》
- "KBS" 《첫사랑》
- "MBC" 《세 번째 남자》
- "KBS" 《대추나무 사랑걸렸네》
- "KBS" 《TV는 사랑을 싣고 - 송대관 편》
- "MBC" 《경찰청 사람들》